# Pycnopogon laniger
Pycnopogon laniger är en tvåvingeart som först beskrevs av Dufour 1833.  Pycnopogon laniger ingår i släktet Pycnopogon och familjen rovflugor. Inga underarter finns listade i Catalogue of Life.